# Kim văn
Kim văn (金文) hay còn gọi là minh văn (銘文) hay chung đỉnh văn (钟鼎文), là loại văn tự được khắc hoặc đúc trên đồ đồng, là sự kế thừa của giáp cốt văn, xuất hiện cuối đời nhà Thương, thịnh hành vào đời Tây Chu. Nội dung thường liên quan mật thiết đến cuộc sống đương thời, đặc biệt là cuộc sống của tầng lớp thống trị, như việc tế lễ, sắc lệnh, việc chiến tranh, săn bắn... Mọi người thường coi kim văn trên Mao công đỉnh thời Chu Tuyên Vương là đại diện cho kim văn. Từ Tây Chu trở về sau, kim văn được sử dụng rộng rãi. Theo thống kê, người ta tìm được 3005 chữ kim văn, đã đọc được 1804 chữ, nhiều hơn giáp cốt văn một chút. Do thời kì Thương Chu rất thịnh hành đồ đồng, mà trong đó chung (cái chuông) và đỉnh (cái vạc) là những nhạc khí, lễ khí tiêu biểu nên kim văn còn có tên gọi là chung đỉnh văn.

## Phân loại
Kim văn có thể chia làm bốn loại, đó là Ân kim văn (khoảng năm 1300 tr.CN - 1070 tr.CN), Tây Chu kim văn (khoảng 1070 tr.CN - 771 tr.CN), Đông Chu kim văn (khoảng 771 tr.CN - 222 tr.CN) và Tần Hán kim văn (221 tr.CN - 219 s.CN).

### Ân kim văn
Từ trước đời nhà Thương đã có kim văn, nhưng kim văn thực sự hình thành là từ sau khi Bàn Canh dời đô. Ban đầu chỉ có vài chữ, đến đầu đời nhà Chu đã có hơn 1200 chữ. Những đồ đồng có đúc kim văn thời nhà Thương là khá nhiều, nhưng nội dung đơn giản, chủ yếu là tên họ của người đúc hoặc của tổ tiên người đó. Đến khi nhà Thương bị diệt, mới xuất hiện những bài văn khắc bằng kim văn, nhưng bài dài nhất cũng chỉ có hơn 40 chữ.

### Tây Chu kim văn
Từ khi nhà Chu lên thay nhà Thương, kim văn dần thịnh hành, viết những chuyện của vua chúa như việc Chiêu Vương tuần du phương nam, Mục Vương đi săn ở phía tây... đều được ghi chép lại.